# 132
132 је била преступна година.

## Догађаји
- Храм Зевса Олимпијског (Атина) је завршен по Косуцијевом дизајну.
- Бар Кохбин устанак: Месијански, харизматични јеврејски вођа Симон бар Кокхба започиње ослободилачки рат за Јудеју против Римљана, који је на крају (135. године) сломио цар Хадријан;
- Легија Фретенсис мора да евакуише Јерусалим, враћајући се у Цезареју. Јевреји улазе у град и поново успостављају свој систем приношења жртве. Они кују новчиће како би прославили своју независност, која ће трајати само 30 месеци. Легија Деиотариана, који је напредовао из Египта, потпуно је уништена.
- Трговци у Британији граде грађевине изван тврђава Хадријановог зида и нуде робу и услуге римским војницима, који примају плате у региону који иначе практично нема готовог новца.
- Почиње изградња Хадријановог маузолеја у Риму .